# Inês Castel-Branco
Maria Inês Coutinho de Seabra Castel-Branco, coneguda professionalment com Inês Castel-Branco   (Lisboa, 17 de maig de 1977) és una editora, il·lustradora i escriptora portuguesa. És llicenciada en Arquitectura per la Universitat de Porto (2001) i doctora en arquitectura per la Universitat Politècnica de Catalunya, amb una tesi sobre “L'espai teatral dels anys seixanta” (2007). Resideix a Barcelona des del 1999, on hi va arribar amb una beca Erasmus.
El maig de 2007, juntament amb Ignasi Moreta, funda Fragmenta Editorial, i durant deu anys n'és la directora gràfica. Hi va destacar per una tria actualitzada de tipografies i dissenys, abandonant el tradicionalisme imperant en el sector de la literatura religiosa o filosòfica. A partir del 2015 inicia la col·lecció Petit Fragmenta d'àlbums il·lustrats, on incideix en una producció editorial artesanal. El 2018 abandona Fragmenta i funda en solitari AKIARA books, una editorial de literatura infantil i juvenil que publica (simultàniament en català, castellà i portuguès) llibres il·lustrats de producció pròpia, que s'han traduït a més d'una dotzena de llengües.
El desembre de 2003 rep el XIV Premi Joan Maragall per l'obra Camins efímers cap a l'etern. Interseccions entre litúrgia i art, que atorga la Fundació Joan Maragall a una obra d'assaig o investigació sobre cristianisme i cultura. El text es publica a Cruïlla el 2004. També ha escrit articles i impartit conferències sobre la relació entre les arts i l'espiritualitat en diverses institucions.
En l'àmbit de la literatura infantil i juvenil publica el 2015 l'àlbum il·lustrat Respira (traduït a més de 10 llengües) i, el 2018, La gota d'aigua (segons Raimon Panikkar), que s'emmarca dins les commemoracions de l'Any Panikkar. També és la dissenyadora, l'any 2018, de l'exposició “Raimon Panikkar: viure l'aventura intercultural”, comissariada per Jordi Pigem per a l‘Espai Avinyó, i posteriorment en gira per diverses biblioteques de Catalunya.
El 2020, com a editora d'AKIARA books, rep el 26è Memorial Fernando Lara atorgat per la Cambra del Llibre de Catalunya a un jove emprenedor o a una nova iniciativa empresarial del sector del llibre.

## Obra
Com a editora
- Grotowski, Jerzy, Teatre i més enllà. Textos selectes 1969-1995, introducció i edició a cura d'Inês Castel-Branco, Fragmenta Editorial, Barcelona, 2009. ISBN 978-84-92416-29-5

Com a autora
- Camins efímers cap a l'Etern. Interseccions entre litúrgia i art, Cruïlla, Barcelona, 2004. ISBN 84-661-1037-2
- La gota d'aigua. Segons Raimon Panikkar, Akiara Books, Barcelona, 2018. ISBN 978-84-17440-03-9
- Respira, Akiara Books, Barcelona, 2015 (6a edició: 2020, ISBN 978-84-17440-12-1)